# Верхний Кожлаял
Верхний Кожлаял (мар. Кӱшыл Кожлаял) — деревня в Новоторъяльском районе Республики Марий Эл. Входит в состав Чуксолинского сельского поселения.

## География
Находится в северо-восточной части республики Марий Эл на расстоянии приблизительно 13 км по прямой на юго-восток от районного центра посёлка Новый Торъял.

## История
Известна с 1820 года, когда здесь было 13 дворов. В 1884 году насчитывалось 27 дворов, 147 жителей. В 1988 году здесь было 17 домов, 44 жителя. В 2002 году числилось 13 дворов. В советское время работали колхозы «У илыш» («Новая жизнь») и «У вий».

## Население
Население составляло 36 человек (мари 100 %) в 2002 году, 36 в 2010.